# 巴伐利亞高原

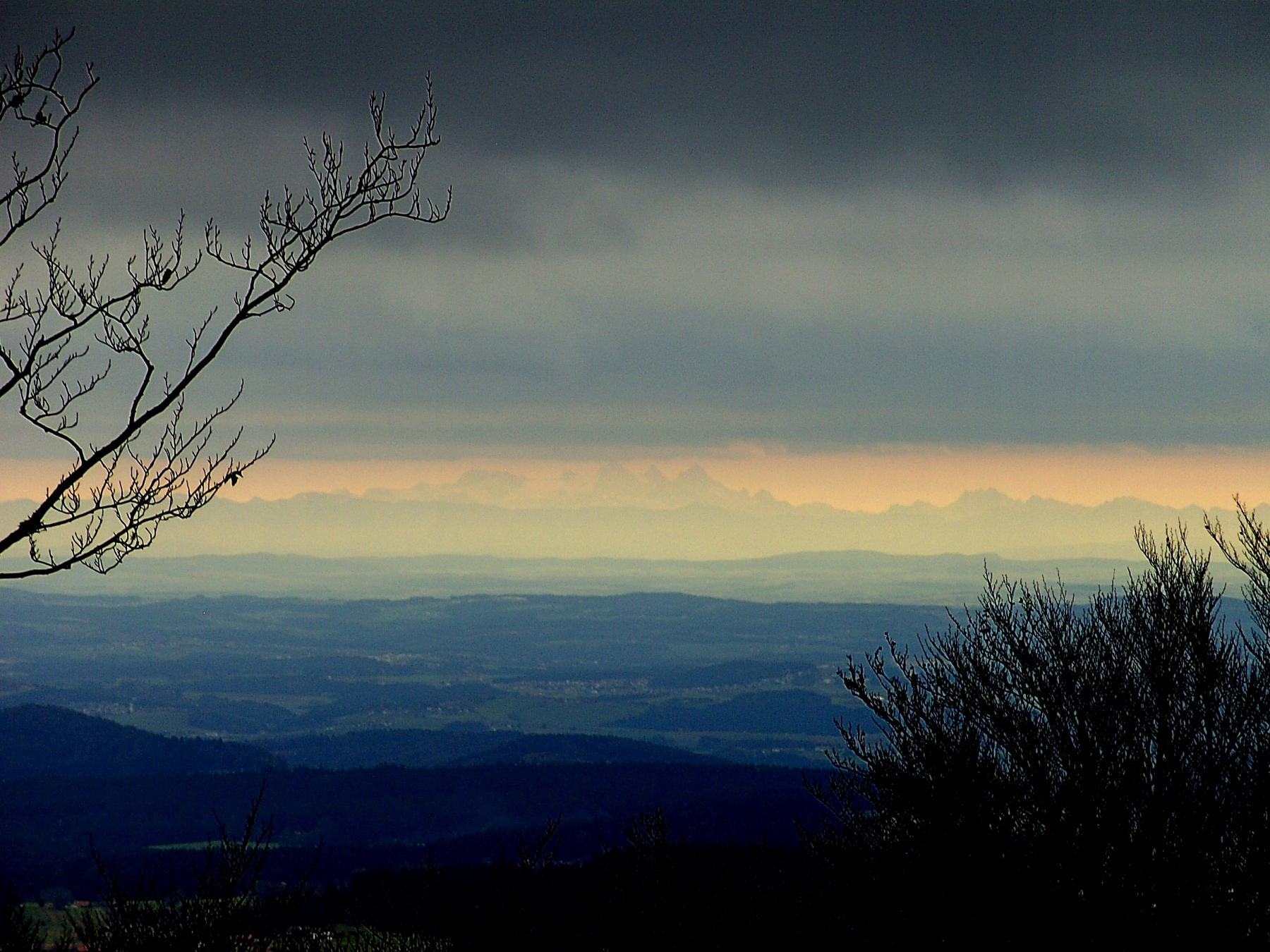
从巴伐利亚森林的卢森山眺望阿尔卑斯山的達赫施泰因山

巴伐利亚高原（德語：Bayerisches Alpenvorland），是指德国南部由高原和起伏的山麓组成的三角形区域，西起博登湖，东至多瑙河畔的林茨，南至巴伐利亞阿爾卑斯山脈，北抵多瑙河。伊勒河、韋爾塔赫河、萊希河、伊萨尔河和因河流經巴伐利亞高原。众多的湖泊包括博登湖、施塔恩贝格湖和基姆湖等位於巴伐利亞高原。该高原最大的城市是慕尼黑和奥格斯堡。                   